# Лондонское Линнеевское общество
Ло́ндонское Линне́евское о́бщество, или Линнеевское общество (англ. The Linnean Society of London) — всемирное научное общество по изучению и распространению таксономии и естественной истории.
Общество издаёт Зоологический журнал Лондонского Линнеевского общества (англ. Zoological Journal of the Linnean Society, с 1969 года), Ботанический журнал Лондонского Линнеевского общества (англ. Botanical Journal of the Linnean Society, с 1969 года) и Биологический журнал Лондонского Линнеевского общества (англ. Biological Journal of the Linnean Society, с 1969 года). Кроме того, оно издаёт журнал Линнеан (англ. The Linnean, с 1984 года) — обзор истории общества и таксономии в целом.
Ранее Общество издавало свои научные труды в сборниках под названиями Работы Лондонского Линнеевского общества (англ. Proceedings of the Linnean Society of London, 1838—1968 годы), Журнал работ Лондонского Линнеевского общества (англ. Journal of the Proceedings of the Linnean Society, 1857—1864 годы), Журнал Лондонского Линнеевского общества (Journal of the Linnean Society of London, 1865—1968 годы), Труды Лондонского Линнеевского общества (англ. Transactions of the Linnean Society of London, с 1875 года по — разные серии — 1922 и 1936 годы, а также в 1939, 1940 и 1955 годах).

## История создания
Линнеевское общество было основано в 1788 году, названо по имени шведского натуралиста Карла Линнея. Общество располагается в Бёрлингтон-хаусе на улице Пикадилли в Лондоне.

## Членство в Обществе
Членство в Обществе — личное (англ. Individual membership). Формы членства: члены-студенты (англ. Student member), члены-корреспонденты (англ. Associate member) и полные, или действительные, члены (англ. Fellow). Для выдвижения в любую форму членства требуется рекомендация не менее двух полных членов; все формы членства — выборные. Полные члены имеют право использовать аббревиатуру FLS (англ. Fellow of the Linnean Society) после своих имён.

## Президенты Общества
- 1788—1828: Сэр Джеймс Эдвард Смит (1759—1828)
- 1828—1834: Эдвард Смит-Стенли, 13-й граф Дерби (1775—1851)
- 1834—1837: Эдвард Адолфус Сеймур, 11-й граф Сомерсет (1775—1855)
- 1837—1849: Эдвард Стенли, епископ Норвичский (1779—1849)
- 1849—1853: Роберт Броун (1773—1858)
- 1853—1861: Томас Белл (1792—1880)
- 1861—1874: Джордж Бентам (1800—1884)
- 1874—1881: Джордж Джеймс Олмен (1812—1898)
- 1881—1886: Сэр Джон Лаббок (1834—1913)
- 1886—1890: Уильям Карразерс (1830—1922)
- 1890—1894: Чарлз Стюарт (1840—1907)
- 1894—1896: Чарлз Бейрон Кларк (1832—1906)
- 1896—1900: Альберт Чарлз Льюис Гюнтер (1830—1914)
- 1900—1904: Сидней Говард Уайнс (1849—1934)
- 1904—1908: Сэр Уильям Эббот Хердман (1858—1924)
- 1908—1912: Дьюкинфилд Генри Скотт (1854—1934)
- 1912—1916: Сэр Эдвард Бэгнол Поултон (1856—1943)
- 1916—1919: Сэр Дэвид Прейн (1857—1944)
- 1919—1923: Сэр Артур Смит Вудворд (1864—1944)
- 1923—1927: Альфред Бартон Рендл(1865—1938)
- 1927—1931: Сэр Сидней Фредерик Хармер (1862—1950)
- 1931—1934: Фредерик Эрнст Вайсс (1865—1953)
- 1934—1937: Уильям Томас Калман (1871—1952)
- 1937—1940: Джон Рамсботтом (1885—1974)
- 1940—1943: Эдвард Стюарт Расселл (1887—1954)
- 1943—1946: Артур Дисброу Коттон (1879—1962)
- 1946—1949: Сэр Гейвин де Бир (1899—1972)
- 1949—1952: Феликс Ойген Фритш (1879—1954)
- 1952—1955: Роберт Бересфорд Сеймур Сьюэлл (1880—1964)
- 1955—1958: Хью Хэмшо Томас (1885—1962)
- 1958—1961: Карл Фредерик Эйбел Пантин (1899—1967)
- 1961—1964: Томас Максвелл Харрис (1903—1983)
- 1964—1967: Эррол Айвор Уайт (1901—1985)
- 1967—1970: Артур Рой Клэпхем (1904—1990)
- 1970—1973: Александер Джеймс Эдвард Кейв (1900—2000)
- 1973—1976: Ирен Мантон (1904—1988)
- 1976—1979: Питер Хамфри Гринвуд (1927—1995)
- 1979—1982: Уильям Томас Стирн (1911—2001)
- 1982—1985: Роберт Джеймс Бери  (1934—2018)
- 1985—1988: Уильям Гилберт Чалонер (1928—2016)
- 1988—1991: Michaael Frederick Claridge (1934—дата смерти неизвестна)
- 1991—1994: John G. Hawkes[англ.]
- 1994—1997: Brian G. Gardiner
- 1997—2000: Гиллиан Пранс
- 2000—2003: Sir David Cecil Smith[англ.]
- 2003—2006: Gordon McGregor Reid[англ.]
- 2006—2009: David F. Cutler[англ.]
- 2009—2012: Vaughan R. Southgate[англ.]
- 2012—2015: Дианн Эдвардс
- 2015—2018: Paul Brakefield[англ.]
- 2018—: Сандра Кнапп

## Награды Общества
Деятельность Лондонского Линнеевского общества направлена на содействие изучению всех аспектов биологических наук, с особым упором на эволюционную теорию, таксономию и биологическое разнообразия. Присуждая награды, в том числе медали и премии, Общество признаёт и поощряет заслуги во всех этих областях.
Награды, присуждаемые Обществом:
- Медаль Линнея, учреждённая в 1888 году, присуждается ежегодно, поочерёдно ботанику и зоологу или (как это было установлено в 1958 году) тому и другому в одном году.
- Премия Г. Г. Блумера[англ.], учреждённая в 1963 году по завещанию натуралиста-любителя Гарри Говарда Блумера; ей награждают «любителя-натуралиста, который внёс важный вклад в биологические знания».
- Медаль двухсотлетия, учреждённая в 1978 году в память 200-летия со дня кончины Линнея, присуждается «в знак признания работы, проделанной учёным в возрасте до 40 лет».
- Премия Джилл Смитис[англ.], учреждённая в 1986 году, присуждается за ботанические иллюстрации.
- Приз Ирен Мэнтон[англ.], учреждённый в 1990 году, даётся за лучшую студенческую работу в области ботаники в течение учебного года.
- Медаль Дарвина—Уоллеса за крупные достижения в эволюционной биологии, присуждалась раз в пятьдесят лет, начиная с 1908 года (в 50-летие представления в Линнеевском обществе 1 июля 1858 года Чарлзом Дарвином и Альфредом Расселом Уоллесом их совместного труда — On the Tendency of Species to form Varieties; and on the Perpetuation of Varieties and Species by Natural Means of Selection (англ.)). В 2008 году Общество провозгласило, что отныне медаль будет присуждаться ежегодно. Медаль серебряная, только в 1908 году сам Уоллес был награждён Обществом золотой медалью.

## Коллекции
Библиотека, а также ботанические, зоологические и другие коллекции Линнея были куплены у вдовы Линнея в 1783 году сэром Джеймсом Эдвардом Смитом, первым президентом Линнеевского общества, и по сей день хранятся Обществом в Лондоне. Эти коллекции включают 14 000 растений, 158 рыб, 1564 раковин моллюсков, 3198 насекомых, 1600 книг и рукописей и 3000 писем и других документов. Все коллекции и архивы доступны для обозрения и работы.
Собственная коллекция растений Джеймса Эдварда Смита также хранится в Обществе. При создании Национальными музеями в Ливерпуле базы данных «Гербарий Смита» (англ. Smith Herbarium Project) 6000 видов растений на гербарных листах были отреставрированы.

## Линнеевские общества в мире
Кроме Лондонского Линнеевского общества, в мире существуют другие общества под таким же названием, в том числе:
- Австралия — Линнеевское общество Нового Южного Уэльса (англ. Linnean Society of New South Wales)
- Канада — Линнеевское общество Квебека (фр. Société linnéenne du Québec)
- Франция:
  - Линнеевское общество департамента Сена Приморская (фр. La Société Linnéenne de la Seine maritime)
  - Линнеевское общество Лиона (фр. Société linnéenne de Lyon)
  - Линнеевское общество Прованса (фр. Société linnéenne de Provence)
  - Линнеевское общество Бордо (фр. Société Linnéenne de Bordeaux)
  - Линнеевское общество Нормандии (фр. Société Linnéenne de Normandie)
- Швеция — Шведское Линнеевское общество (швед. Svenska Linnésällskapet)
- США:
  - Линнеевское общество озера Верхнего (англ. The Linnean Society of Lake Superior, Inc.)
  - Линнеевское общество Нью-Йорка (англ. The Linnaean Society of New York)

Кроме того, в 1787—1922 годах (с перерывами) существовало Парижское Линнеевское общество во Франции.